# Пшибродзін
Пшибродзін (пол. Przybrodzin) — село в Польщі, у гміні Повідз Слупецького повіту Великопольського воєводства.
Населення — 105 осіб (2011).
У 1975-1998 роках село належало до Конінського воєводства.

## Демографія
Демографічна структура станом на 31 березня 2011 року:
|          | Загалом | Допрацездатний вік | Працездатний вік | Постпрацездатний вік |
| -------- | ------- | ------------------ | ---------------- | -------------------- |
| Чоловіки | 53      | 12                 | 38               | 3                    |
| Жінки    | 52      | 11                 | 29               | 12                   |
| Разом    | 105     | 23                 | 67               | 15                   |